# Йохан Центуриус фон Хофмансег
Йохан Центуриус фон Хофмансег (на немски: Johann Centurius von Hoffmannsegg) е германски ботаник, ентомолог и орнитолог.

## Биография
Хофмансег е роден на 23 август 1766 година в Дрезден, Саксония. Получава образованието си в Лайпциг и Гьотинген. Между 1795 и 1801 година той предприема няколко пътувания в Централна и Южна Европа и събира голямо количество образци от растения и животни. Той ги изпраща в Брауншвайг на Йохан Карл Вилхелм Илигер, който започва тяхното изследване. През 1804 – 1816 Хофмансег работи в Берлин, където основава Зоологическия музей. По негова инициатива Илигер е назначен за уредник на музея, след което сбирката на Хофмансег е пренесена в Берлин. През 1815 година Хофмансег става член на Берлинската академия на науките.
Умира на 13 декември 1849 година.